# Йехонатан
Йехонатан (англ. Yehonathan, ивр. יהונתן‎), настоящее имя — Йехонатан Гетрейер (англ. Yehonathan Getreuer, ивр. יהונתן גטרוייר‎) — израильский поп-певец и актёр. Родился в Тель-Авиве 25 октября 1977 года.

## Биография
Йехонатан начал свою карьеру в 2000 году у себя на родине в Израиле, выпустив под псевдонимом Йехонатан Гатро (англ. Yehonathan Gatro, ивр. יהונתן גטרו‎) свой первый альбом на иврите. В 2002 году Йехонатан уезжает в Лос-Анджелес (США), чтобы изучать актёрское мастерство. В 2006 году он возвращается в Израиль и после долгого перерыва выпускает сингл «Kore Lecha» — любовную гомосексуальную балладу на иврите, решившись перед премьерой сингла объявить в одном из интервью о своей гомосексуальности. Видеоклип к песне занимает верхние строки израильского хит-парада. Следующий сингл «Belayla Ham Bakaitz», выпущенный в 2007 году также на иврите, становится танцевальным хитом.
В 2008 году Йехонатан снимается в популярном израильском телесериале «The Ran Quadruplets».
В 2009 году выходит первый англоязычный альбом певца «Turn My», нацеленный на США. В 2010 году певец выпускает свой второй англоязычный альбом «Remember When» и готовится к гастрольному туру по Соединённым Штатам.
В 2013 году певец выпускает третий англоязычный альбом Yeho. Выбирая название для альбома, певец отметил, что этим вариантом имени его стали называть многие люди. Альбом содержит 10 композиций, среди которых уже представленный в 2011 году сингл Turn On Your Lights, совместный трек с продюсером певца Lyrik, и трек, записанный с российским исполнителем Daniell Gertsegov
С момента своего каминг-аута в 2006 году во всех своих видеоклипах певец не стесняется заявлять о своей гомосексуальности, посвящать любовные песни мужчинам и показывать в своих видео гомоэротичные сцены.

## Дискография

### Альбомы
- 2000: Medabrim Al Ze / מדברים על זה (на иврите)
- 2009: My Turn (на английском языке)
- 2010: Remember When (на английском языке)
- 2013: Yeho (на английском языке)

### Синглы
- 2006: Kore Lecha / קורא לך (на иврите)
- 2007: Belayla Ham Bakaitz / בלילה חם בקיץ (на иврите)
- 2009: Just Another Summer (Belayla Ham Bakaitz) (на английском языке)
- 2009: Nifradnu Kach / נפרדנו כך (Remember When) (на иврите)
- 2010: Tahzor Habayta / תחזור הביתה (на иврите)